# Anderlues
Anderlues (pronunciado /ɑ̃.dɛʁ.ly/; en valón Anderluwe) es una localidad y municipio francófono de Bélgica situado en Valonia, en la provincia de Henao. Cuenta con más de 12.000 habitantes.
Dentro de los límites municipales existen otros núcleos de población, por lo que una gran parte de territorio está urbanizado.

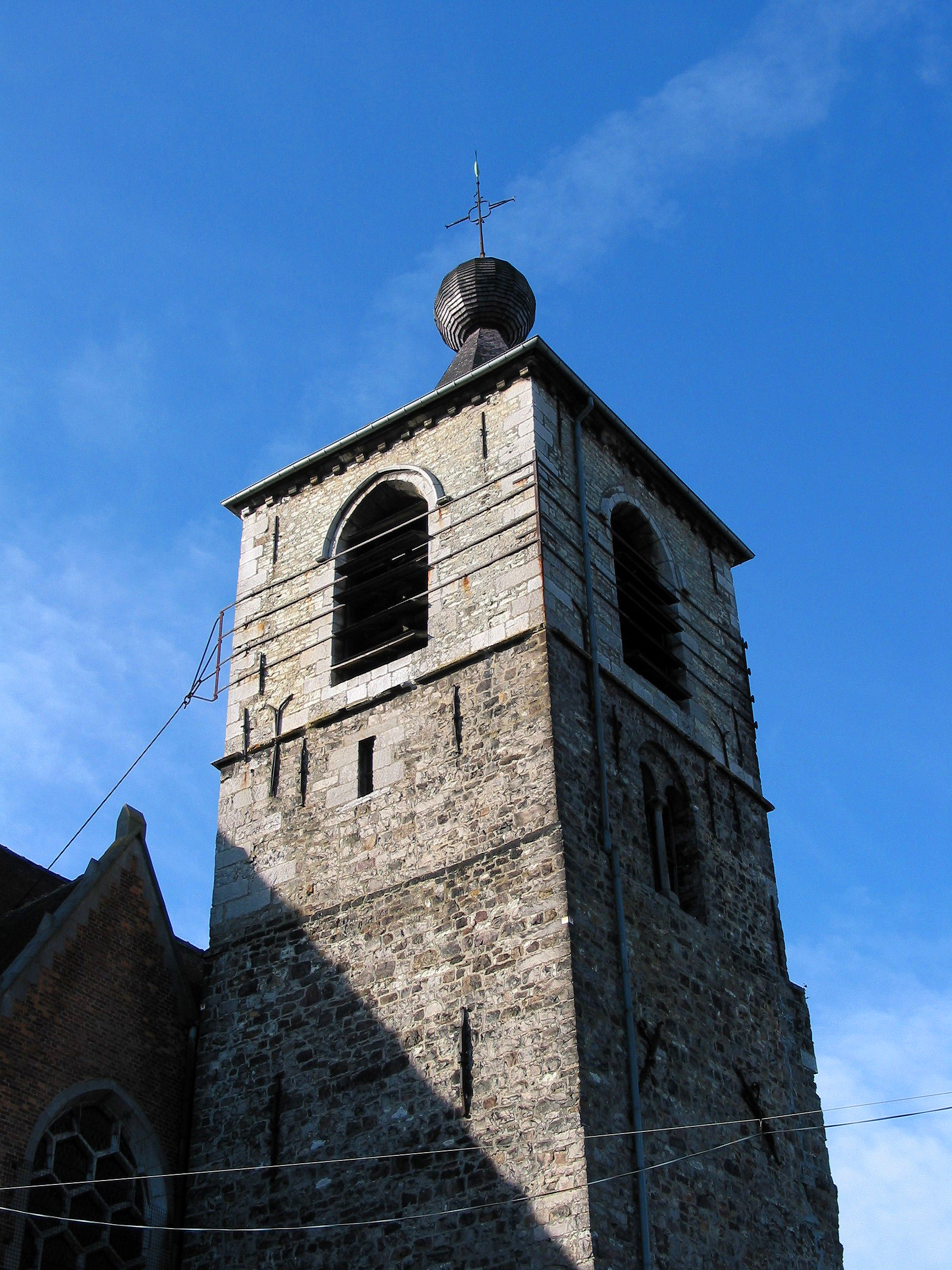
Iglesia de Anderlues.

## Geografía
Anderlues se encuentra en la meseta de Anderlues, que separa las cuencas hidrográficas del Escalda y el Mosa. Tres ríos nacen en el municipio: el Piéton, el Haye y el Haine, que da su nombre a la provincia de Henao (en francés Hainaut).

## Demografía

### Evolución
| Gráfica de evolución demográfica de Anderlues entre 1846 y 2019 |
|                                                                 |

## Historia

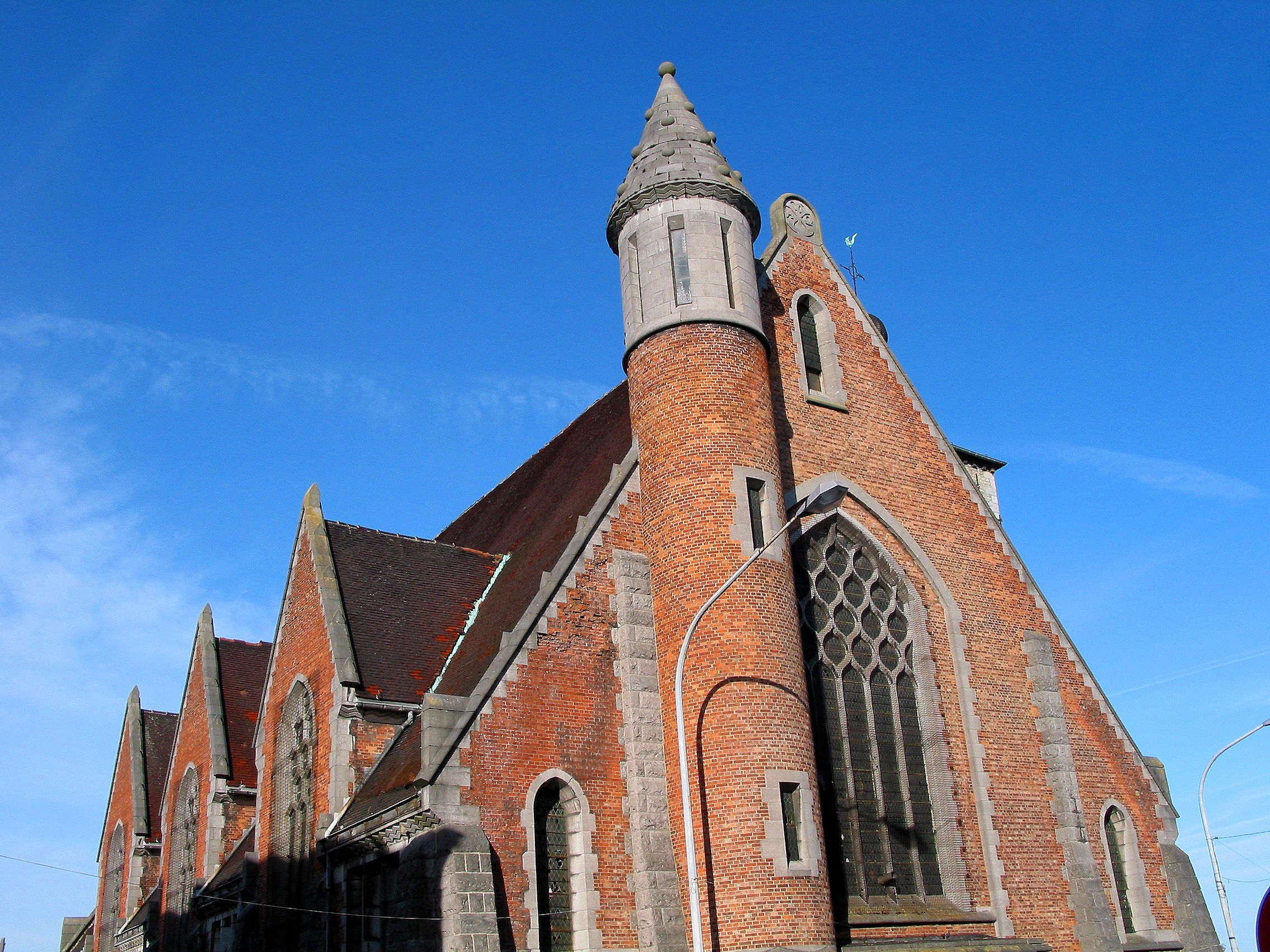
Nave de la antigua iglesia St-Médard.

En 869, se menciona el lugar en un políptico de la abadía de Lobbes, como una posesión de esta casa religiosa. El nombre proviene de Anderlobia. Lobia era el nombre del territorio de Lobbes, atravesado por el Sambre. La palabra Lo hacía referencia a una zona arbolada, mientras que Bia era un curso de agua. Anderlues, de hecho, era un área boscosa regada por un río. Se trata de un segundo "Lobia", similar al primero, al que la gente dio el nombre de "otro bosque regado por los ríos": Anderlobia.
Anderlues fue durante mucho tiempo una zona rural con bosques, pero la extracción de carbón le dio un carácter más industrial.

## Política

### Administración 2007-2012
La junta administrativa de Anderlues se compone de una coalición del PS y el MR.
Forman parte de la administración las siguientes personas: 
| Ayuntamiento | Ayuntamiento                                                                                                |
| ------------ | --- |
| Alcalde      | Philippe Tison (PS)                                                                                         |
| Concejales   | Freddy Devreeze (PS) Michaël Guyot (PS) Ruddy Zanola (PS) Annibale Moscariello (PS) Marie-Astrid Feron (MR) |

## Ciudades hermanadas
Anderlues está hermanada con
- Gigondas (Francia).[3]